# ボストン (洋菓子店)
株式会社ボストン（BOSTON）は、広島県広島市中区に本店を置く洋菓子店である。

## 概要
広島市を中心として、広島県内に14店舗を展開している。

## 沿革
- 1894年（明治27年） - 創業者の栗栖百三郎（当時20歳）がアメリカで洋菓子の技術を習得。
- 1923年（大正12年） - アメリカから帰国後に北榎町（現 広島市中区榎町）で創業。
- 1964年（昭和39年） - 4月1日、会社設立。
- 2017年（平成29年） - 「レモンスティックケーキ」が第27回全国菓子大博覧会にて「観光庁長官特別賞」を受賞。
- 2018年（平成30年） - 「レモンスティックケーキ」がモンドセレクション金賞と、WPA国際高品質味覚審査会「Quality Excellent賞」を受賞[1]。「よしもと47シュフラン」金賞も受賞。

## 事業所
- ボストン 本社 - 広島市中区小網町
- 工房 - 広島市中区堺町

## 店舗
- 本店 - 広島市中区堺町
- 広島そごう店
- 広島バスセンター店
- 広島駅アッセ店
- 広島駅ekie店
- 天満屋アルパーク店
- 天満屋緑井店
- イオンスタイル広島府中店
- フジグラン広島店
- ザ・ビッグ宮内店
- 呉駅クレスト店
- ゆめタウン呉店
- ゆめタウン廿日市店
- 広島三越店（販売員のいない売場のみ）

## 主要商品
- スティックケーキ - 広島県産の米粉を使用
  - 広島レモンスティックケーキ - 広島の名産「瀬戸内レモン」を使用。モンドセレクション金賞などを受賞。
- 焼き菓子
- ゼリー
- パイ
- ロールケーキ（土橋ロール）
- ケーキ
- タルト